# 黒瀬浩介
黒瀬 浩介（くろせ こうすけ、1月17日 - ）は、日本の漫画家、バーチャルYouTuber。『ゴブリンスレイヤー』『異能バトルは日常系のなかで』などの小説や、『Fate/Grand Order』『てとてトライオン!』などのゲームを始めとして、メディア化作品のコミカライズを中心に活動している。

## 概要
幼少期から『ゲゲゲの鬼太郎』や『ドラゴンクエスト』などの絵を落書きで描いており、その後、『あさりちゃん』のコマ割りがきれいだったことから漫画の描き方を意識し始めたと話している。
その後、ウルトラジャンプに持ち込みに行ったことからアシスタント先の紹介をされたことが漫画家としての入り口だったと話しており、後にアンソロジーや同人誌での活動で生計を立てていた。
伊藤悠、中平正彦、村田雄介、Ashley Woodなどの人物から影響を受けたと話しており、特に『皇国の守護者』のときに長年アシスタントをしていたことから伊藤悠に特に影響を受けたと後に話している。また、『ドラゴンクエスト』『ファイナルファンタジー』『女神転生』などのゲームにも影響を受けたと話している。
仕事ではパソコンと液晶タブレットでCLIP STUDIO PAINTを使いながら描いており、趣味やカラーの絵はiPad ProのProcreateを使って描いている。
2019年4月にスイスで行われたイベント『Polymanga』や、同年8月にドイツで行われたイベント『Animagic』ではサイン会を行った。

## 人物

### 趣味
好きな漫画としては『ジョジョの奇妙な冒険』『衛府の七忍』『シグルイ』『エアマスター』などを挙げており、その中でも『ジョジョの奇妙な冒険』については現場での手伝いをしたこともあると話している。
また、自身を「プリキュア&アイカツおじさん」と称すほど『アイカツ!』と『プリキュア』が好きだと語っている。プリキュアに関しては『ハートキャッチプリキュア!』から入ったと話しており、『Yes!プリキュア5GoGo!』『フレッシュプリキュア!』『Go!プリンセスプリキュア』『HUGっと!プリキュア』などを好きなシリーズとして語っている。
また、ソーシャルゲームでは『Fate/Grand Order』を好きな作品としてあげており、FGOに関しては単行本なども出版している。

### バーチャルライバー
黒瀬は、バーチャルアイドル「えのぐ」として活動する岩本町芸能社所属の「あんたま」が、コミックマーケットで公式ツイッターのフォロー企画を行っていたことからバーチャルライバーの存在を知ったと話している。
電脳少女シロによるゲーム『Dead by Daylight』の実況で衝撃を受けてからファンアートを描き始め、「にじさんじ」を始めとした多数のバーチャルライバーのファンアートをTwitterに投稿している。その中でもにじさんじの月ノ美兎から特に影響を受けたと話している。また、「にじさんじ」「ホロライブ」「有閑喫茶あにまーれ」を箱推ししている他、「おめがシスターズ」「ピンキーポップヘップバーン」「朝ノ姉妹ぷろじぇくと」などのライバーを推しとして挙げており、特にあにまーれの因幡はねるをよく観ていると話している。
過去にはバーチャルYouTuberとしての活動は難しいと話していた時期もあったが、2020年4月にはバーチャルYouTuberとしてデビューすることを発表し、同年より活動を開始している。「因幡組」の一人として数えられており、2021年3月にはバーチャルライバー・因幡はねるのライブ配信「全員アニメ漫画家! 大人気漫画家先生たちの裏話を聞いてみよう! Cのから騒ぎ」ではつくしあきひと、赤坂アカ、山口つばさ、西義之らとともに、同年7月の因幡はねるのライブ配信「超人気プロだけを集めてお絵かき伝言ゲームをしたらこうなる」ではゲーム『Gartic Phone』を使って赤坂アカ、つくしあきひと、しろまんた、えれっと、なつめえりとともに出演を果たしている。
また、バーチャルライバーグループ「ホロライブ」を題材としたメディアミックス『ホロライブ・オルタナティブ』の漫画版にあたる『Holoearth Chronicles Side:E ヤマト神想怪異譚』も手掛けている。

## 作品リスト

### 書籍
- 『アイドルマスター Neue Green for ディアリースターズ』（原作: バンダイナムコゲームス、一迅社、2009年8月8日-2011年1月27日）[13]
- 『ななほし天道』シリーズ（電撃コミックス、2012年 - ）[14]
- 『異能バトルは日常系のなかで』シリーズ（角川コミックス・エース、2014年 - ）[15]
- 『ゴブリンスレイヤー』シリーズ（スクウェア・エニックス、2016年 - ）[16]
- 『Fate/kaleid liner プリズマ☆イリヤ ドライ!! (10) 特装版』（参加ゲスト、角川コミックス・エース、2018年7月26日）[17]
- 『Fate/Grand Order シャトー・ディフ 黒瀬浩介作品集』（原作: TYPE-MOON、角川コミックス・エース、2018年9月22日）[18]
- 『Fate/Grand Order カルデアエース VOL.2』（漫画「ある日の遊戯」、2018年12月25日）[19]
- Holoearth Chronicles Side:E ヤマト神想怪異譚（原作：カバー株式会社、脚本：枢木ユウ、「マンガUP!」2022年5月7日[20] - ） - 脚本と漫画担当[20]